# Racing 92
Racing 92 (Aussprache: ʁasiŋ ka.tʁə.vɛ̃.duz, bis Juni 2015 Racing Métro 92) ist eine Rugby-Union-Mannschaft aus dem französischen Département Hauts-de-Seine westlich von Paris. Sie entstand 2001 aus einer Fusion der traditionsreichen Rugby-Union-Abteilungen des Racing Club de France mit der US Métro und trägt ihre Heimspiele in der 2017 eigens erbauten Paris La Défense Arena in Nanterre aus. Die im Namen verwendete 92 ist die Ordnungszahl des Départements Hauts-de-Seine, aus der ihre Anhängerschaft vornehmlich stammt. Die Mannschaft ist in der höchsten Spielklasse Top 14 vertreten und wurde zuletzt 2016 französischer Meister.

## Geschichte

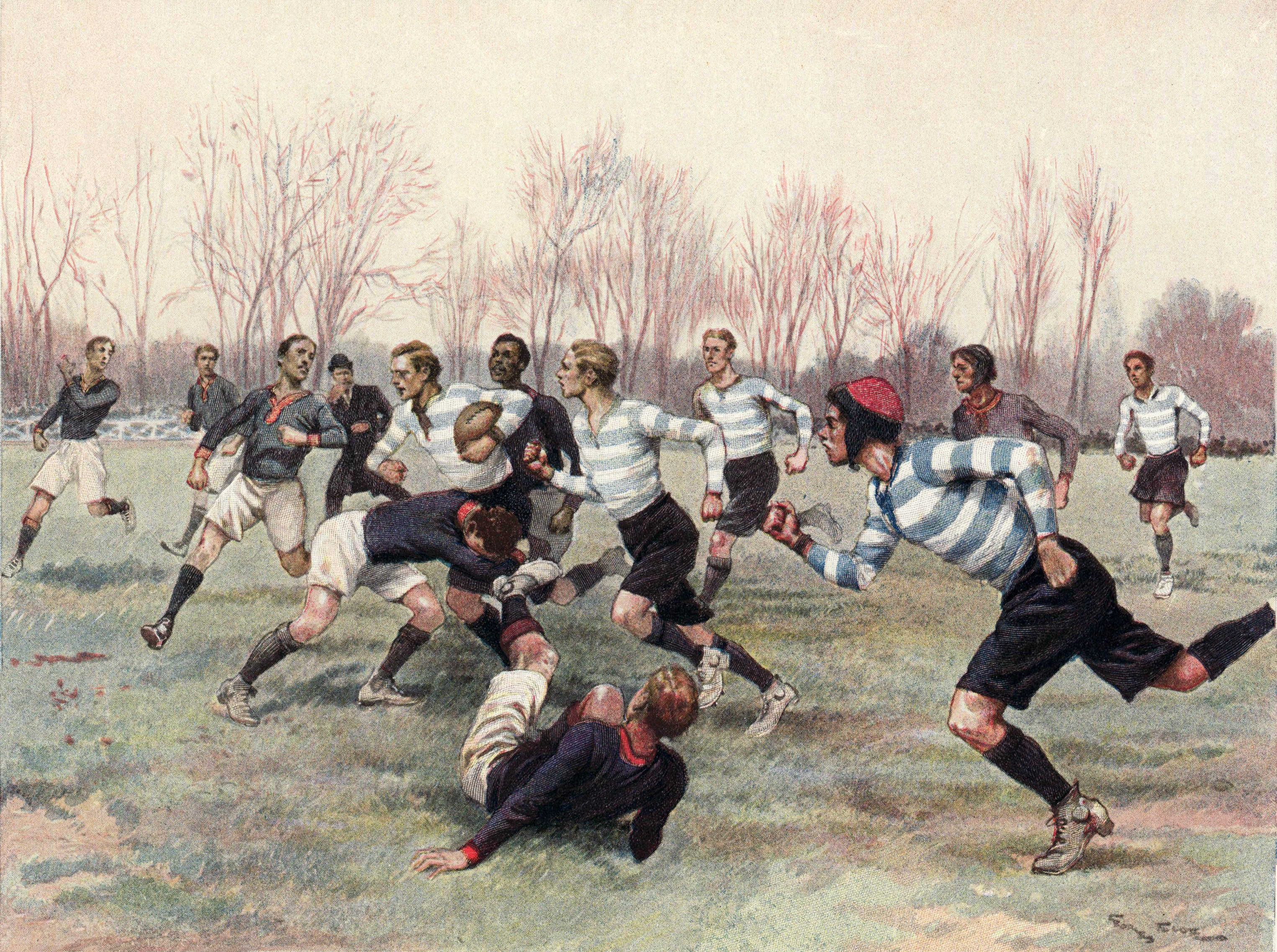
Ein Spiel zwischen Racing Club de France und Stade Français in den 1890er Jahren

Der Racing Club wurde 1882 als Leichtathletikverein gegründet und änderte drei Jahre später seinen Namen in Racing Club de France. Als erster Mehrsportartenverein in Frankreich wuchs er in regelmäßigen Abständen um neue Abteilungen an, im Jahr 2006 waren es 17 Abteilungen mit rund 20.000 Mitgliedern. Die Rugby-Union-Abteilung entstand 1890 und nahm zwei Jahre später an der erstmals ausgetragenen französischen Meisterschaft teil; bis 1898 stand diese nur Vereinen aus Paris offen. An der ersten Meisterschaft waren nur zwei Mannschaften beteiligt, im einzigen Spiel gewann der Racing Club de France mit 4:3 gegen Stade Français.
Diese beiden Vereine standen sich auch 1893 gegenüber, doch diesmal gewann Stade Français das Finale mit 7:3. Im Jahr 1898 wurde die Meisterschaft ausnahmsweise bereits nach einer Runde jeder gegen jeden ohne K.-o.-Spiele entschieden; Racing beendete die Saison hinter Stade Français auf Platz zwei. Im Finale des Jahres 1900 stand Racing dem Verein Stade Bordelais aus Bordeaux gegenüber und gewann überlegen mit 37:3. Zwei Jahre später trafen die beiden Vereine erneut im Finale aufeinander; erneut gewann Racing, diesmal mit 6:0. Ein Jahrzehnt verging, bis Racing wieder im Finale stand; die Pariser verloren im März 1912 mit 6:8 gegen Stade Toulousain.
Aufgrund des Ersten Weltkriegs fiel die Meisterschaft aus, als Ersatz fand der Coupe de l’Espérance statt. Racing gewann diesen Wettbewerb 1918 und schlug dabei im Finale den FC Grenoble mit 22:9. Der reguläre Meisterschaftsbetrieb wurde 1920 wieder aufgenommen und Racing stieß erstmals seit acht Jahren wieder ins Finale vor, verlor aber 3:8 gegen Stadoceste Tarbais.
Der Verein organisierte ab 1931 die Challenge Yves du Manoir, die sich zum bedeutendsten französischen Rugby-Wettbewerb nach der Meisterschaft entwickelte. Racing konnte diesen bis 2003 ausgetragenen Wettbewerb nie gewinnen und stand nur einmal (1952) im Finale. Im Jahr 1950 hatte Racing einigen Erfolg und stand zum ersten Mal seit 30 Jahren wieder im Meisterschaftsfinale, verlor aber mit 8:11 gegen Castres Olympique. Auch das Finale von 1957 ging verloren, der FC Lourdes gewann mit 16:13. Nach einer Unterbrechung von 57 Jahren konnte Racing 1959 den vierten Meistertitel erringen, im Finale wurde Stade Montois mit 8:3 bezwungen.
Wieder vergingen mehr als 30 Jahre zur nächsten Finalteilnahme. 1987 verlor Racing im Pariser Parc des Princes mit 12:15 gegen RC Toulon. Drei Jahre später wurde Racing zum fünften Mal französischer Meister, nach dem 22:12-Finalsieg gegen SU Agen. Trotz dieses Erfolges hatte Racing große Mühe, sich an die neuen Verhältnisse der professionellen Ära anzupassen und verlor in der Folge den Anschluss an die Spitze. Am Ende der Saison 1995/96 stieg Racing in die zweite Liga ab. Zwar wurde 1998 der Wiederaufstieg geschafft, doch 2000 stieg Racing erneut ab.
Im Jahr 2001 wurde die Rugby-Abteilung des Racing Club vom übrigen Sportverein getrennt und mit der Rugby-Abteilung der US Métro, dem Sportclub der Angestellten des öffentlichen Verkehrs, zur neuen Profimannschaft Métro Racing 92 vereinigt (2005 in Racing Métro 92 umbenannt). Beide beteiligten Vereine betreiben weiterhin eigenständige Amateurmannschaften. 2009 gelang der Wiederaufstieg in die oberste Spielklasse, die Top 14. Im Juni 2015 wurde der Vereinsname zu Racing 92 gekürzt. Ein Jahr später wurde Racing durch einen 29:21-Sieg gegen den RC Toulon zum ersten Mal seit 1990 wieder französischer Meister. Das Finale fand wegen der Fußball-Europameisterschaft 2016 nicht im Stade de France, sondern im Camp Nou zu Barcelona vor der Rekordkulisse von 99.124 Zuschauern statt.

## Identität
In Frankreich war der organisierte Sport zu Beginn eine Sache der reichen Leute. Der Racing Club wurde zum Inbegriff des exklusiven Sportclubs, mit Sitz inmitten des Bois de Boulogne im wohlhabenden Westen von Paris. Er war den englischen Vorbildern nachempfunden, deren Ideal mens sana in corpore sano (ein gesunder Geist in einem gesunden Körper) sehr den Vorstellungen der Vereinsmitglieder entsprach. Viele von ihnen waren Aristokraten und vier Adelige nahmen am ersten Meisterschaftsfinale teil. Zwar hat sich der Racing Club mittlerweile auch anderen Bevölkerungsschichten geöffnet, er besitzt aber heute noch ein Image der Exklusivität und hebt sich dadurch von anderen Sportvereinen ab.
Der Racing Club verteidigte stets die Amateur-Ideale des Spiels und des Sports im Allgemeinen. Mit der Schaffung des Challenge Yves du Manoir wollte der Verein diese Ideale hochleben lassen, als Ende der 1920er und zu Beginn der 1930er Jahre der französische Rugby von Gewalt und schleichendem Professionalismus geprägt war. Der Spieler Yves du Manoir symbolisierte die romantische Seite des Rugby, dessen sorgenfreie Dimension, le jeu pour le jeu (das Spiel um des Spiels willen).
In den 1980er Jahren wurde dieser Geist von einer talentierten Generation von Spielern wiederbelebt, wenn auch auf eine etwas unorthodoxe Weise. Sie überzeugten auf dem Spielfeld und brachten den Verein zurück an die Spitze. Doch sie wollten auch den Spaß ins Spiel zurückbringen. Sie taten dies mit einer Mischung aus seriösem Spiel, Humor und Selbstironie. An der Spitze dieser Bewegung standen die Nationalspieler Franck Mesnel und Jean-Baptiste Lafond. Beispielsweise trugen sie während eines Spiels in Bayonne Baskenmützen, als Reverenz an die Tradition des Angriffspiels von Aviron Bayonnais. Eine von diesen Spielern angeführte Gruppe, die sich le show bizz nannte, fiel durch weitere Einlagen auf wie z. B. schwarzes Make-up, gelb gefärbte Haare, Perücken und lange weiße Hosen (um wie die Spieler früherer Zeiten auszusehen). Im Meisterschaftsfinale 1987 trugen sie rosafarbene Fliegen. Kurz vor dem Anpfiff überreichte Lafond Präsident François Mitterrand, der stets an den Finalspielen anwesend war, eine solche Fliege. Auch im Finale von 1990 trugen sie diese Fliegen; in der Halbzeit tranken sie auf dem Spielfeld ein Glas Champagner, um sich von den Strapazen der ersten Halbzeit zu erholen und gewannen anschließend den bisher letzten Meistertitel. Die Gruppe war auch für ihr ausschweifendes Nachtleben bekannt, was ihnen viel Kritik einbrachte, da sie auch Verpflichtungen mit der Nationalmannschaft hatten. Diese Ereignisse trugen zum Image des Racing Club als exzentrische Institution bei, doch diese Spieler waren auch Vorbilder für den Vereinspräsidenten von Stade Français, der einige Jahre später den provokativen und innovativen Geist aufnahm, um die Bekanntheit seines eigenen Vereins zu steigern und um den konservativen Traditionalismus des französischen Rugby abzuschütteln.
Als der Verein regelmäßig Schlagzeilen machte, nutzten fünf Spieler die Bekanntheit und gründeten 1988 ein heute sehr bekanntes Sportbekleidungsunternehmen namens Eden Park (benannt nach dem Rugbystadion in Auckland). Das Logo ist eine rosa Fliege und das Unternehmen hat in Frankreich im Bereich Sportbekleidung eine Spitzenposition erobert, dies aufgrund der Kombination von Eleganz und Exzentrik. Das Unternehmen erhielt 1998 einen zusätzlichen Schub, als Eden Park zum exklusiven Lieferanten der französischen Nationalmannschaft wurde. Seit 2003 trägt auch die walisische Rugby-Union-Nationalmannschaft Eden Park.

## Erfolge
- Meister: 1892, 1900, 1902, 1959, 1990, 2016
- Meisterschaftsfinalist: 1893, 1912, 1920, 1950, 1957, 1987
- Finalist der European Rugby Champions Cup: 2016, 2018
- Finalist Challenge Yves du Manoir: 1952
- Sieger Coupe de l’Espérance: 1918

## Meisterschaftsfinalspiele des Racing Club de France
| Datum          | Meister               | Finalist              | Ergebnis    | Ort                               | Zuschauer |
| -------------- | --------------------- | --------------------- | ----------- | --------------------------------- | --------- |
| 20. März 1892  | Racing Club de France | Stade Français Paris  | 4:3         | Bagatelle, Paris                  | 2.000     |
| 19. Juni 1893  | Stade Français Paris  | Racing Club de France | 7:3         | Bécon-les-Bruyères, Courbevoie    | 1.200     |
| 1898           | Racing Club de France | Stade Français Paris  | –           | –                                 | –         |
| 22. April 1900 | Racing Club de France | Stade Bordelais       | 37:3        | Levallois-Perret                  | 1.500     |
| 23. März 1902  | Racing Club de France | Stade Bordelais       | 6:0         | Parc des Princes, Paris           | 1.000     |
| 31. März 1912  | Stade Toulousain      | Racing Club de France | 8:6         | Stade des Ponts Jumeaux, Toulouse | 15.000    |
| 25. April 1920 | Stadoceste Tarbais    | Racing Club de France | 8:3         | Route du Médoc, Le Bouscat        | 20.000    |
| 16. April 1950 | Castres Olympique     | Racing Club de France | 11:8        | Stade des Ponts Jumeaux, Toulouse | 25.000    |
| 26. Mai 1957   | FC Lourdes            | Racing Club de France | 16:13       | Stade de Gerland, Lyon            | 30.000    |
| 24. Mai 1959   | Racing Club de France | Stade Montois         | 8:3         | Parc Lescure, Bordeaux            | 31.098    |
| 22. Mai 1987   | RC Toulon             | Racing Club de France | 15:12       | Parc des Princes, Paris           | 48.000    |
| 26. Mai 1990   | Racing Club de France | SU Agen               | 22:12 n. V. | Parc des Princes, Paris           | 45.069    |
| 24. Juni 2016  | Racing 92             | RC Toulon             | 29:21       | Camp Nou                          | 99.124    |

## Spieler

### Aktueller Kader
Der Kader für die Saison 2019/2020:

### Bekannte ehemalige Spieler
| - Patricio Albacete - Géo André - David Auradou - Olly Barkley - Guy Basquet - Mirco Bergamasco - Sireli Bobo - François Borde - Gabriel Brezoianu - Laurent Cabannes - Manuel Carizza | - Dan Carter - Martin Castrogiovanni - Sébastien Chabal - Luke Charteris - Denis Charvet - René Crabos - Michel Crauste - Jacques Cronjé - Santiago Dellapè - Gérard Dufau - Carlo Festuccia | - Juan Martín Hernández - Adolphe Jauréguy - Census Johnston - Jean-Baptiste Lafond - Patrick Lambie - Tomás Lavanini - Andrea Lo Cicero - Dan Lydiate - Yves du Manoir - Andrea Masi - Chris Masoe | - Josh Matavesi - Andrew Mehrtens - Franck Mesnel - François Moncla - Lionel Nallet - Yannick Nyanga - Robert Paparemborde - Cristian Petre - Mike Phillips - Agustín Pichot - Frantz Reichel | - Jean-Pierre Rives - Jamie Roberts - Joe Rokocoko - Johnny Sexton - François Steyn - Dimitri Szarzewski - Epi Taione - Soane Tongaʻuiha - Anthony Tuitavake - Michel Vannier - Ali Williams |